# Marciano Saldías
Marciano Enrique Saldías Barba (ur. 25 kwietnia 1966 w Santa Cruz de la Sierra) – boliwijski piłkarz grający na pozycji obrońcy. Wraz z reprezentacją Boliwii wziął udział w turnieju Copa América 1987 (rezerwowy), 1989 oraz 1991.